# Свети Никола (Негуш)
Свети Никола (грч. Άγιος Νικόλαος, Ајос Николаос) је насељено место и туристички центар у општини Негуш у периферији Средишња Македонија, Грчка. Према попису из 2021. године било је 102 становника.
Свети Никола је новоизграђено насеље у близини града Негуша. На попису из 1991. године имало је 217 становника.